# Orden vom Doppelten Drachen
Der Orden vom Doppelten Drachen (Shuang-lung-Pao-sing) wurde am 19. Dezember 1881 durch den chinesischen Kaiser Koang-Shui gestiftet. Die Ordensanlage und Form war stark nach europäischer Ordensart ausgerichtet und diente zur Auszeichnung von In- und Ausländern.

## Ordensklassen

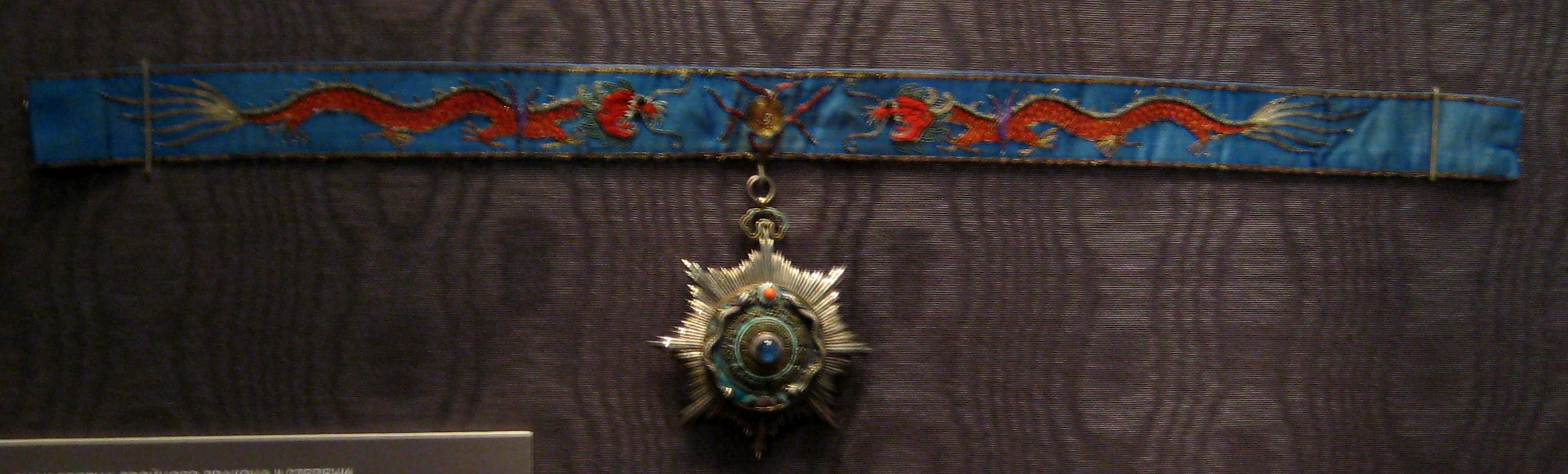
Orden vom Doppelten Drachen Zweite Klasse

Der Orden hatte fünf Klassen. Die ersten drei Klassen wurden in je drei Stufen eingeteilt.
- Erste Klasse:
  - I. Stufe für Souveräne
  - II. Stufe für Kronprinzen, Prinzen und Mitglieder regierender Fürstenhäuser
  - III. Stufe Großwürdenträger, Staatsminister und Botschafter
- Zweite Klasse:
  - I. Stufe für außerordentliche Gesandte, Minister fremder Staaten
  - II. Stufe für Minister-Residenten, Geschäftsträger, Generalzollinspektoren[4]
  - III. Stufe für Gesandtschaftssekretäre I. Klasse, hohe Offiziere, Generalkonsule und Kollegiums-Direktoren
- Dritte Klasse:
  - I. Stufe für Gesandtschaftssekretäre II. und III. Klasse, Konsule, Dolmetscher I. Klasse, höhere Marineoffiziere, Oberst, Mitglieder der Professur
  - II. Stufe Vize-Konsule, Marineoffiziere, Oberstleutnante
  - III. Stufe für Dolmetscher, Majore, Hauptleute
- Vierte Klasse für Offiziere niedrigem Rang und Unteroffiziere
- Fünfte Klasse für Industrielle und Kaufleute

## Ordensdekoration

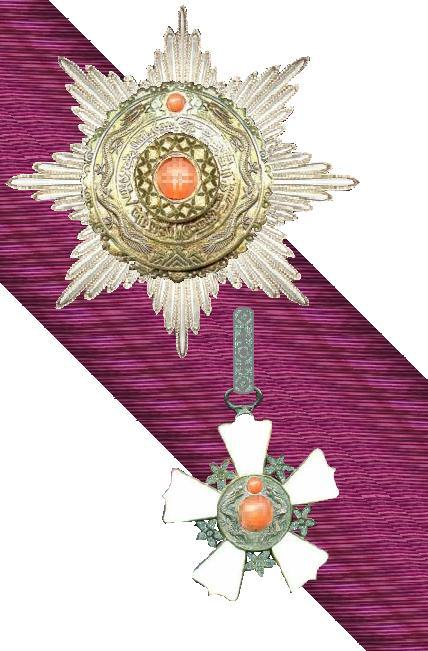
Orden vom Doppelten Drachen Erste Klasse, II. Stufe (rund 1900)

- Das Ordenszeichen für die erste Klasse besteht aus einer rechteckigen abgerundeten Platte. Auf goldenem Grund ein doppelter blau emaillierter Drachen. Mittig der Platte zwischen den Drachen ein stufenabhängiges Mal: I. Stufe echte Perle, II. Stufe Rubin, III. Stufe eine Koralle.
  - Das Ordensband ist rot, golddurchwirkt und bestickt mit zwei goldenen Drachen. Für die II. und III. Stufe ist das Band scharlachrot mit silbern aufgestickten Drachen.

- Das Ordenszeichen der zweiten Stufe ist eine runde Platte mit blau und grün emaillierten Ornamentrand. Auf goldenem Grund ein doppelter silberner Drachen. Mittig eine gravierte Koralle befestigt.
  - Das Ordensband der zweiten Stufe ist violett mit zwei aufgestickten Drachen.

- Das Ordenszeichen der dritten Stufe ist auch eine runde Platte mit blau und grün emaillierten Ornamentrand. Auf grün emaillierten Grund ein doppelter goldener Drachen. Mittig ein Saphir aufgesetzt.
  - Das Ordensband der dritten Stufe ist blau mit zwei aufgestickten Drachen.

- Das Ordenszeichen der vierten Stufe ist auch eine runde Platte ohne Randverzierung. Auf grün emaillierten Grund ein doppelter silberner Drachen. Mittig eine Perle aufgesetzt.
  - Das Ordensband der vierten Stufe ist kastanienbraun mit zwei aufgestickten grünen Drachen.

- Das Ordenszeichen der fünften Stufe ist auch eine runde silbernen Platte ohne Randverzierung. Auf hellen Grund ein doppelter grünen Drachen. Mittig entweder eine Perle oder ein Stein aufgesetzt.
  - Das Ordensband der fünften Stufe ist mondscheinfarben mit zwei aufgestickten blauen Drachen.

Zum Tragen war an allen Dekorationen am oberen Teil ein Tragering angebracht.